# Robert Verbeek
Robert Verbeek (nacido el 26 de julio de 1961) es un entrenador neerlandés de fútbol.
Dirigió en equipos como el FC Dordrecht, FC Türkiyemspor, Al-Jazira, Al-Shabab y Omiya Ardija.

## Clubes

### Como entrenador
| Club            | País         | Año       |
| --------------- | ------------ | --------- |
| FC Dordrecht    | Países Bajos | 1996-2000 |
| FC Türkiyemspor | Países Bajos | 2000      |
| Al-Jazira       | EAU          | 2001      |
| Al-Shabab       | EAU          | 2001      |
| FC Dordrecht    | Países Bajos | 2004-2005 |
| Omiya Ardija    | Japón        | 2007      |